# Championnats de France d'athlétisme 1921
Navigation
Championnats 1920 Championnats 1922

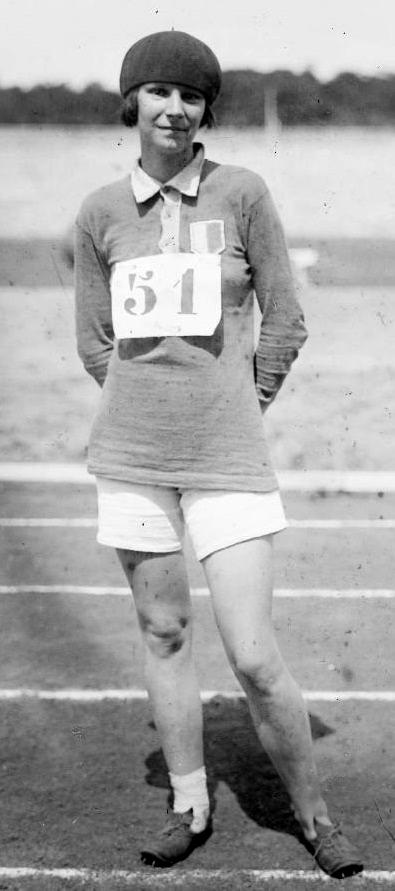
Cécile Maugars en 1921 (ch. de France 1920 du 80 mètres, 1921 des 80 mètres et saut en hauteur, puis 1922 des sauts en hauteur avec et sans élan).

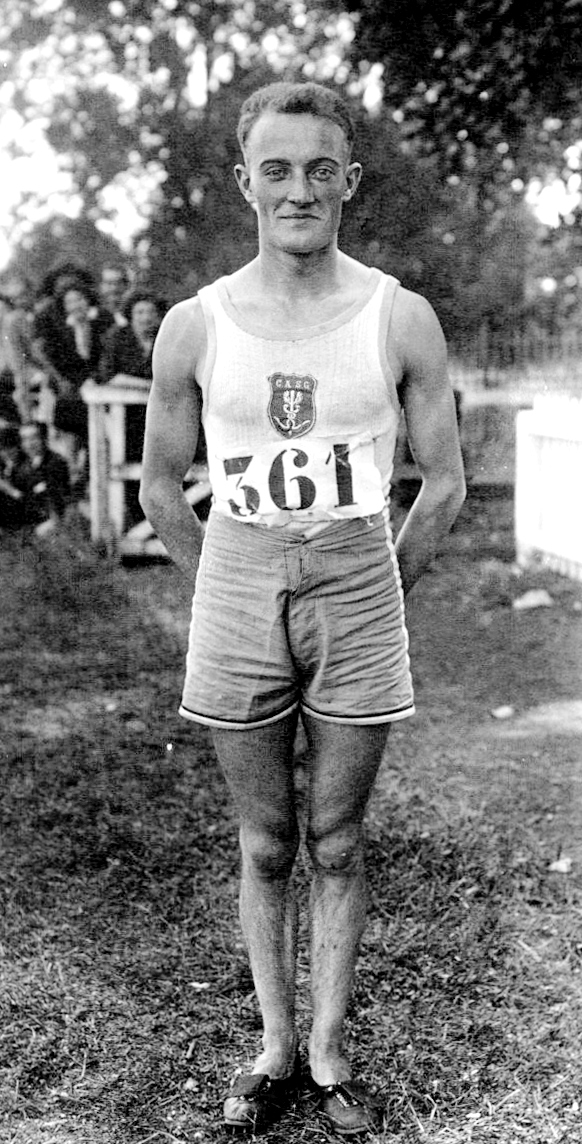
Edmond Brossard, lors de son titre de champion de France du 800 mètres en 1921.

Les Championnats de France d'athlétisme 1921 ont eu lieu les 10 et 11 juillet 1921 au Stade olympique Yves-du-Manoir de Colombes. Les épreuves féminines se sont déroulées le 3 juillet 1921 au Stade Pershing de Paris.

## Palmarès

### Femmes
| Discipline                 | Athlète             | Athlète      |
| -------------------------- | ------------------- | ------------ |
| 80 m                       | Cécile Maugars      | 10 s 6       |
| 300 m                      | Lucie Bréard        | 46 s 8       |
| 1 000 m                    | Lucie Bréard        | 3 min 20 s 6 |
| 80 m haies                 | Germaine Delapierre | 14 s 2       |
| Saut en hauteur sans élan  | Suzanne Goetz       | 1,08 m       |
| Saut en hauteur            | Cécile Maugars      | 1,41 m       |
| Saut en longueur sans élan | Jeanne Brulé        | 2,18 m       |
| Saut en longueur           | Thérèse Boyer       | 4,74 m       |
| Lancer du poids            | Dufaure             | 13,38 m      |
| Lancer du javelot          | Dufaure             | 34,99 m      |

### Hommes
| Discipline        | Athlète          | Athlète            |
| ----------------- | ---------------- | ------------------ |
| 100 m             | René Lorain      | 11 s 2             |
| 200 m             | Raymond Jamois   | 22 s 4             |
| 400 m             | Gaston Féry      | 50 s 8             |
| 800 m             | Edmond Brossard  | 1 min 56 s 4       |
| 1 500 m           | André Audinet    | 4 min 6 s 0        |
| 5 000 m           | Joseph Guillemot | 15 min 37 s 8      |
| 10 000 m          | Louis Corlet     | 33 min 58 s 6      |
| Marathon          | Jacques Robert   | 3 h 0 min 48 s s 4 |
| 110 m haies       | Henry Bernard    | 16 s 0             |
| 400 m haies       | Pierre Arnaudin  | 57 s 8             |
| Saut en hauteur   | Pierre Guilloux  | 1,80 m             |
| Saut à la perche  | Paul Lagarde     | 3,60 m             |
| Saut en longueur  | Jacques Morain   | 6,61 m             |
| Lancer du poids   | Daniel Pierre    | 13,37 m            |
| Lancer du disque  | Paul Béranger    | 40,99 m            |
| Lancer du javelot | Arthur Picard    | 46,93 m            |